# 塔托·格里加拉什维利
塔托·格里加拉什维利（1999年12月1日—），格鲁吉亚男子柔道运动员，2021年世界柔道锦标赛男子81公斤级银牌得主、2022年世界柔道锦标赛男子81公斤级金牌得主、2023年世界柔道锦标赛男子81公斤级金牌得主、2024年世界柔道锦标赛男子81公斤级金牌得主。